# Chiến tranh Tùy–Vạn Xuân
Chiến tranh Tùy–Vạn Xuân là một cuộc xung đột quân sự giữa nhà Tùy của Trung Quốc và nhà Tiền Lý quốc hiệu Vạn Xuân của Việt Nam vào năm 602.
Năm 601, Lý Phật Tử bị triệu sang Trung Hoa chầu Tùy Văn Đế. Tuy nhiên, ông đã trì hoãn việc tham dự và cuối cùng đã nổi loạn vào năm 602, mặc dù ông đã công nhận chính quyền nhà Tùy vào năm 595. Ông tập trung lực lượng quân sự của mình tại thành Cổ Loa và Long Biên. Năm 602, tướng Lưu Phương lãnh đạo quân đội nhà Tùy trong cuộc xâm lược vào Tiền Lý.
Quân đội nhà Tùy khởi hành từ Vân Nam vào lãnh thổ nhà Tiền Lý. Tuy nhiên, quân đội nhà Tiền Lý không được chuẩn bị để chống đỡ họ, bởi vì họ không ngờ rằng quân đội nhà Tùy sẽ đi theo con đường xâm lược này. Cuối cùng, Lý Phật Tử đã đầu hàng lực lượng nhà Tùy. Do đó, người Trung Quốc đã bắt ông giam cầm và chuyển ông ta đến thủ đô Trường An của Trung Quốc. Quân đội của Lưu Phương cũng buộc phải khuất phục hoặc đánh bại các gia tộc địa phương còn lại. Lãnh thổ bị chinh phục được hợp nhất vào Trung Quốc dưới sự cai trị của nhà Tùy.